# Zitkala-Sa
Pour les articles homonymes, voir Bonnin.
Zitkála-Šá (dakota : prononcé [zitˈkala ˈʃa], se traduisant par « Oiseau rouge »), aussi connue sous le nom que des missionnaires lui ont donné, Gertrude Simmons Bonnin, née le 22 février 1876 dans la Réserve indienne de Yankton et morte le 26 janvier 1938 à Washington, est une écrivaine, éditrice, musicienne, enseignante et militante politique lakota. 
Elle a écrit de nombreux ouvrages sur sa double culture, la culture dominante dans laquelle elle a été éduquée et la culture dakota dans laquelle elle est née et elle a grandi. Ses derniers ouvrages ont été parmi les premiers à faire connaitre les histoires traditionnelles amérindiennes à un vaste public blanc anglophone. Zitkala-Šá est l'une des activistes amérindiennes les plus influentes du XXe siècle.
En collaboration avec le musicien, William F. Hanson, Zitkala-Šá a écrit des chansons et un libretto pour The Dance Opera (1913), le premier opéra amérindien. The Dance Opera a été composé dans un style musical romantique et basé sur des thèmes culturels sioux et utes,.

## Biographie
Zitkála-Šá (dakota : prononcé [zitˈkala ˈʃa], se traduisant par « Oiseau rouge »,) naît le 22 février 1876, sous le nom de Gertrude Simmons, dans la réserve indienne de Yankton (Dakota du Sud), aux États-Unis,,. À l'âge de sept ans, elle est envoyée à Wabash (Indiana), dans un pensionnat administré par des quakers. Plus tard, devenue adulte, Zitkála-Šá rapportera le violent processus d'assimilation culturelle pratiqué par l'institution spécialisée dans l'éducation des enfants amérindiens. En 1895, elle entre au Earlham College de Richmond, d'où elle sort diplômée en 1897. Après ses études, elle se marie et enseigne l'art du violon dans la réserve indienne de Uintah and Ouray (Utah). L'année 1916, à Washington, elle devient secrétaire de la Société des Indiens américains (en). Dix ans plus tard, elle cofonde le Conseil national des Indiens américains (en) en 1926, un groupe de pression en faveur des droits civils et le droit à la citoyenneté américaine longtemps niés. Elle sert en tant que présidente jusqu'en 1938,.
Zitkala-Ša meurt le 26 janvier 1938, à Washington.

## Musique et enseignement
De 1897 à 1899 Zitkala-Sa a étudié et joué du piano au Conservatoire de musique de la Nouvelle-Angleterre à Boston. En 1899, elle prend poste à l'École industrielle indienne de Carlisle, en Pennsylvanie, où elle enseigne la musique aux enfants. Elle permet aussi de mettre en avant les questions de traitement des populations amérindiennes.
Lors de l'Exposition universelle de 1900 à Paris, elle a joué du violon en compagnie du groupe de l'École indienne de Carlisle. La même année elle écrivit des articles autour de la vie des Amérindiens, publiés dans des journaux nationaux tels que The Atlantic ou le Harper's Magazine. Sa vive critique du système éducatif des Amérindiens et sa description percutante du déracinement des Amérindiens contrastent nettement avec les écrits plus idéalistes de la plupart de ses contemporains.

## Œuvres
Zitkala-Ša a publié des nouvelles et des essais dans les magazines culturels Atlantic Monthly et Harper's Monthly. Le thème principal de ses écrits est son combat pour la préservation de son identité culturelle amérindienne.
En 1913, avec l'Américain William F. Hanson, Zitkala-Ša écrit le libretto et les chansons du premier opéra amérindien (en) : The Sun Dance Opera, composé en style romantique et basé sur des thèmes sioux et utes,.

### Ouvrages
- Old Indian Legends, University of Nebraska Press, 1985
- American Indian Stories, University of Nebraska Press, 1985
- Zitkala-Sa (Gertrude Bonnin), Why I Am a Pagan, The Online Archive of Nineteenth-Century U.S. Women's Writings, Ed. Glynis Carr, 1999
- Oklahoma’s Poor Rich Indians: An Orgy of Graft and Exploitation of the Five Civilized Tribes, Legalized Robbery, avec Charles H. Fabens et Matthew K. Sniffen, Office of the Indian Rights Association, Philadelphia, 1924
- Dreams and Thunder: Stories, Poems, and The Sun Dance Opera, University of Nebraska Press, 2001
- Iktomi and the Ducks and Other Sioux Stories, University of Nebraska Press, 2004[11]

#### en traduction française
- L'oiseau rouge. Mémoires d'une femme dakota, reprise des quatre textes, trad. fr. Marie Chuvin, préf. Céline Planchou, éd. Les Prouesses, 128 p., 2024  (ISBN 978-2493324054)
  - Une enfance amérindienne, éd. intégrale, trad. fr. & préf. Lucien d'Azay, Paris, Bartillat, 204 p., 2024  (ISBN 978-2841007783)

## Postérité
Elle est enterrée au cimetière national d'Arlington.
Le cratère vénusien Bonnin a été nommé en son honneur.